# بخش سیسیلی (شهرستان گاج، نبراسکا)
بخش سیسیلی (به انگلیسی: Sicily Township) یک منطقهٔ مسکونی در ایالات متحده آمریکا است که در شهرستان گاج واقع شده‌است. بخش سیسیلی ۹۳٫۶۹ کیلومتر مربع مساحت و ۱۸۵ نفر جمعیت دارد و ۴۰۹ متر بالاتر از سطح دریا واقع شده‌است.